# Chemilly, Haute-Saône
Chemilly är en kommun i departementet Haute-Saône i regionen Bourgogne-Franche-Comté i östra Frankrike. Kommunen ligger i kantonen Scey-sur-Saône-et-Saint-Albin som tillhör arrondissementet Vesoul. År 2022 hade Chemilly 103 invånare.

## Befolkningsutveckling
Antalet invånare i kommunen Chemilly
| Referens: INSEE |